# Joan Baptista Plasència i Valls
Joan Baptista Plasència i Valls (Benaguasil, Camp de Túria, 21 d'abril de 1816 - València, 1855) fou organista, compositor i era el primer d'una nissaga de músics valenciana. Els seus germans Lambert i Marià també foren músics molt reconeguts.

## Biografia
Ingressà d'infantó en el Col·legi del Patriarca, on estudià orgue i composició, de manera que en morir Antonio Lureta el 1842 el reemplaçà en el magisteri. Abans, però, el 1840, havia escrit una missa per a les exèquies del seu mestre Morata García. El 1848 viatjà a París, fet que influí molt en la seva direcció artística. Poc temps després intentà l'òpera, component Muzio Scevola i Fernán, el Aventurero, i una sarsuela, El desertor, estrenada el 16 d'agost de 1855; poc temps després moria víctima del còlera.

## Obres
A més de les obres citades, va compondre:
- Missa de Glòria (1838)
- Motete a la Asunción, a 12 veus (1841)
- Miserere, a 4 cors (1842)
- Lamentació 2a de Divendres Sant, per a baríton sol i veus (1842)
- Lliçó 1a de Difunts i Responsori, a gran orquestra (1846)
- Himne i Goigs a Sant Maurí (1848)
- Al·leluia (1849)
- Quam pulcri sunt, motet a la Concepció, a 8 veus (1854)
- Motet a Sant Joan Baptista, a 6 veus
- Missa solemne (1855)
- Villancet a gran orquestra
- Coral, a gran orquestra
- Veni CReator, versos d'orgue per al Museu Orgànic d'Eslava
- Tratado de contrapunto, que deixà inacabat